# Сан-Педру-да-Афурада
Сан-Педру-да-Афурада (порт. São Pedro da Afurada)  —  населённый пункт и район в Португалии,  входит в округ Порту. Является составной частью муниципалитета  Вила-Нова-де-Гайа. Находится в составе крупной городской агломерации Большой Порту. По старому административному делению входил в провинцию Дору-Литорал. Входит в экономико-статистический  субрегион Большой Порту, который входит в Северный регион. Население составляет 3442 человека на 2001 год. Занимает площадь 1,00 км².